# Botella de Klein

Una representación bidimensional de la Botella de Klein inmersa en el espacio tridimensional.

En topología, una botella de Klein es una superficie no orientable abierta cuya característica de Euler es igual a 0; no tiene interior ni exterior. Otros objetos no orientables relacionados son la banda de Möbius y el plano proyectivo real. Mientras que una banda de Möbius es una superficie con un solo borde, una botella de Klein no tiene borde. Tampoco lo tiene una esfera, aunque ésta sí es orientable.
La botella de Klein fue descrita por primera vez en 1882 por el matemático alemán Felix Klein. El nombre original del objeto no fue el de botella de Klein (en alemán Kleinsche Flasche), sino el de Superficie de Klein (en alemán Kleinsche Fläche). El traductor de la primera referencia al objeto del alemán al inglés confundió las palabras. Como la apariencia de la representación tridimensional recuerda a una botella, casi nadie se dio cuenta del error.

## Construcción
Comenzamos con un cuadrado, y pegamos los bordes coloreados en el diagrama siguiente, de modo que las flechas coincidan. Más formalmente, la botella de Klein es el cociente del cuadrado [0,1] × [0,1] con sus bordes identificados por la relación (0, y) ~ (1, y) para 0 ≤ y ≤ 1, y (x, 0) ~ (1 − x, 1) para 0 ≤ x ≤ 1:
Este cuadrado es el polígono fundamental de la botella de Klein.
Nótese que este es un pegado "abstracto" en el sentido de que, al tratar de hacerlo en tres dimensiones, resulta una botella de Klein que se autointersecta. La botella de Klein, propiamente dicha, no tiene autointersecciones. No obstante, hay un modo de visualizar la botella de Klein como figura en cuatro dimensiones.
Para ello, pegamos las flechas rojas del cuadrado, (lados derecho e izquierdo) resultando un cilindro. Para pegar los extremos de manera que las flechas de los círculos coincidan, pasamos un extremo por el lado del cilindro. Nótese que esto crea una autointersección circular. Esta es una inmersión de la botella de Klein en tres dimensiones.

Añadiendo una cuarta dimensión al espacio tridimensional, conseguimos que la botella pase a través de sí misma sin necesidad de un agujero. Para ello empujamos suavemente un trozo de tubo que contenga la intersección fuera del espacio tridimensional original. Una analogía útil es considerar una curva que se autointerseca en el plano; las intersecciones se pueden eliminar levantando una línea fuera del mismo.
Esta inmersión es útil para visualizar muchas propiedades de la botella de Klein. Por ejemplo, no tiene borde (donde la superficie se detenga abruptamente), y no es orientable, al tener su inmersión una sola cara. 

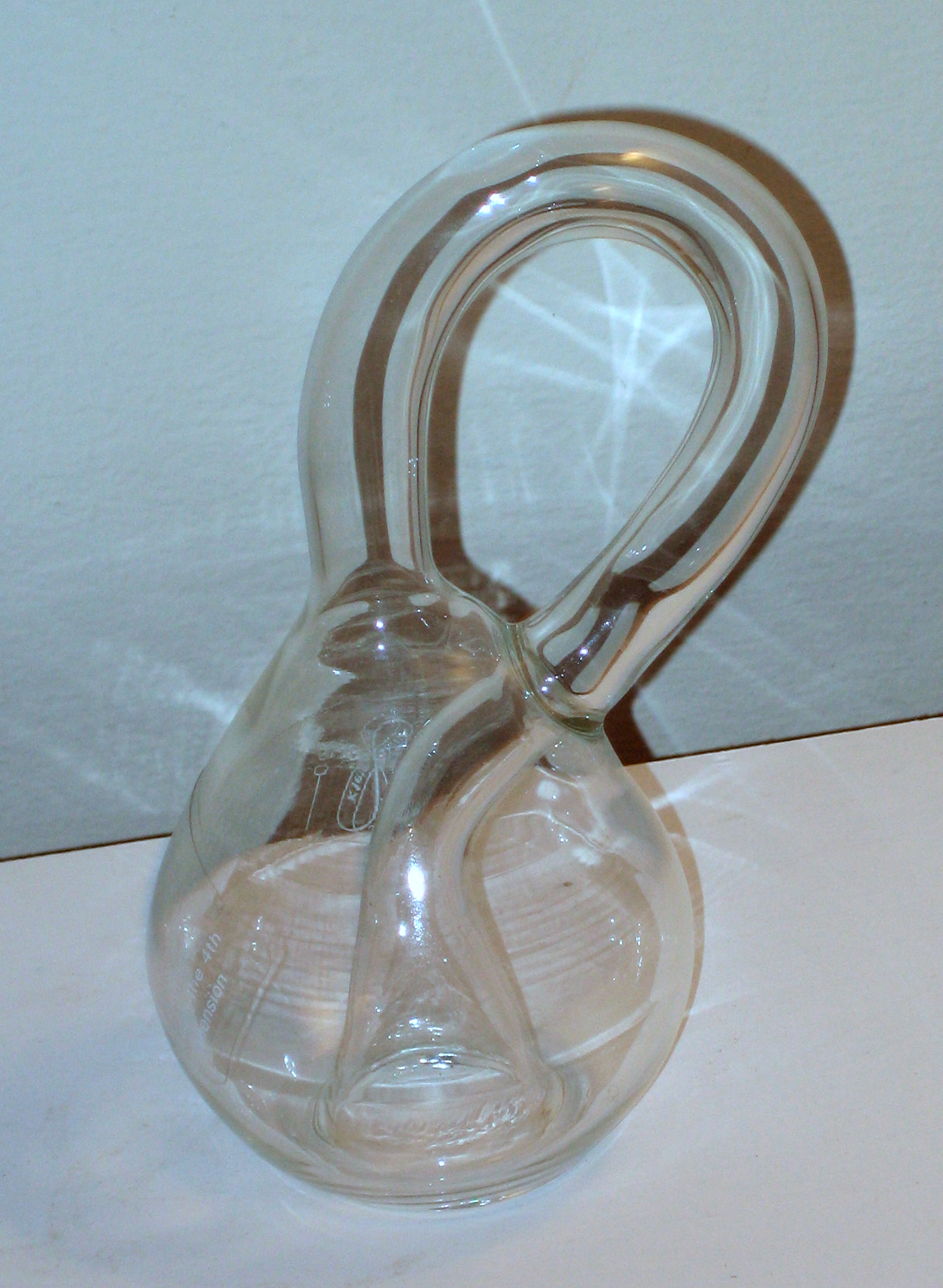
Una botella de Klein soplada de forma artesanal

## Cono fibrado
Esta superficie (simbolizada por {\displaystyle K}) puede considerarse como el espacio total de un fibrado (no trivial) sobre el círculo donde la fibra es también un círculo, i.e. {\displaystyle S^{1}\subset K\to S^{1}}. En contraste el toro también es un fibrado, pero es trivial, esto es {\displaystyle T=S^{1}\times S^{1}}.

## Sección

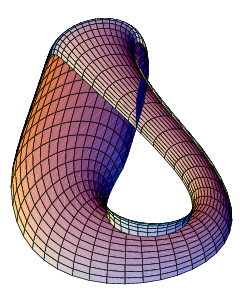
La sección de una botella de Klein en bandas de Möbius.

Seccionando una botella de Klein en dos mitades a lo largo de su plano de simetría resultan dos bandas de Möbius, cada una imagen especular de la otra. Una de ellas es la imagen de la derecha. Recuerde que la intersección de la imagen no está realmente allí. De hecho, también es posible cortar la botella de Klein en una única banda de Möbius.

## Otro concepto con el mismo nombre
En la geometría algebraica, una superficie de Klein, que se diferencia de la botella de Klein, es el similar de una superficie de Riemann en el sentido de que una superficie de Klein admite una estructura di-analítica, es decir una estructura analítica que adiciona una posible función de transición a una estructura analítica -consistente en la conjugación compleja- determina una que es anti-analítica.